# Andrena laghmana
Andrena laghmana är en biart som beskrevs av Warncke 1974. Andrena laghmana ingår i släktet sandbin, och familjen grävbin. Inga underarter finns listade i Catalogue of Life.